# ハワード・W・ギルモア
ハワード・ウォルター・ギルモア（Howard Walter Gilmore, 1902年9月29日 - 1943年2月7日）はアメリカ海軍の軍人、最終階級は中佐。名誉勲章受章者。
第二次世界大戦中に活躍したアメリカ潜水艦の艦長の一人であり、「グロウラー」艦長としてアリューシャン方面の戦いでは日本海軍駆逐艦3隻に大打撃を与える戦果を挙げる。のちに「グロウラー」とともにソロモン諸島の戦いに転じ、日本海軍艦艇に体当たり攻撃を行ったが反撃を受けて重傷を負い、わが身を捨てて「グロウラー」を救った。この功績により、戦死後に名誉勲章が追贈された。

## 生涯

### 前半生
ハワード・ウォルター・ギルモアは1902年9月29日、アラバマ州セルマに生まれる。1920年11月15日、ギルモアはアメリカ海軍に入隊し、2年後の1922年に海軍兵学校（アナポリス）を受験して合格。1926年、ギルモアは456名中34位の成績でアナポリスを卒業。卒業年次から「アナポリス1926年組」と呼称されたこの世代の主な同期には、「グラニオン」艦長として戦死したマナート・L・エベールがいる。卒業後は戦艦「ミシシッピ」に配属されたあと、1930年に潜水艦を志願して、以降はさまざまな潜水艦や陸上勤務を経験した。
やがて、ギルモアは新鋭潜水艦「シャーク」に副長として着任。ところが、「シャーク」の整調航海時に立ち寄ったパナマで上陸休暇をとっていた際にならず者の集団に狙われるも、喉に切り傷を負っただけで事なきを得た。真珠湾攻撃の翌日の1941年12月8日、ギルモアは建造中の「グロウラー」の艦長に指名されて「シャーク」を退艦した。

### 第二次世界大戦

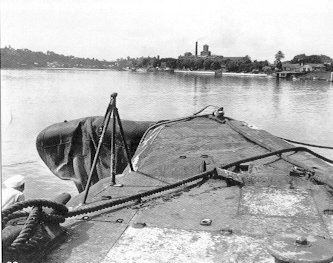
早埼との衝突で湾曲したグロウラーの艦首

ギルモアは「グロウラー」艦長として太平洋海域で4回の哨戒を行った。1942年7月5日、ギルモアの「グロウラー」はキスカ島沿岸部に近接し、3隻の日本海軍駆逐艦、「霰」、「霞」、「不知火」に対して雷撃を行い、「霰」を撃沈して「霞」と「不知火」を大破させて戦線離脱に追い込んだ。この戦功が評価され、ギルモアに最初の海軍十字章が授けられた。続く二度目の哨戒でも東シナ海、台湾海域で特務艦「樫野」を含む合計約15,000トンほどの艦船を撃沈し、この戦功で二度目の海軍十字章に代わる金星章が授けられた。1942年10月からの三度目の哨戒ではトラック諸島近海を哨戒するも大した戦果はなく、哨戒期間終了後はブリスベンに移動した。
1943年1月1日、ギルモアの「グロウラー」は四度目の哨戒で出撃。この哨戒でも通商破壊任務を継続した。1943年2月6日夜から7日未明にかけて「グロウラー」は輸送船団を発見し、水上攻撃を仕掛けるため接近していった。ところが、そこに横須賀からラバウルに向けてただ1隻で航行中の特務艦「早埼」が接近し、衝突を企図しているかのように向かってきた。「グロウラー」は接近のついでに充電を行っていたが、ギルモアは艦内に警報を発して「左いっぱいに転舵！」“Left full rudder!“ と命じた。しかし、17ノットの速力で航行していた「グロウラー」は衝突を避けることができず、「早埼」の中央部に衝突して艦首部は18フィートにわたって折れ曲がり、艦首発射管は使用不能となった。また、衝突の衝撃で艦は50度も傾いた。
「早埼」からは高角砲と機銃が乱射され、艦橋は血の海と化し当直見張り員のうち将校と水兵の計2名が即死し、ギルモアを含む残りも全員負傷した。ギルモアは艦橋の手すりに何とか横たわると、生き残った艦橋の乗組員に対して「艦橋から去れ！」“Clear the bridge!“ と命じる。副長アーノルド・F・シャーデ少佐（アナポリス1933年組）も司令塔にいて衝突で軽い脳震盪を起こしたが回復し、ギルモアが艦内へ退避するのを待っていた。ところが、やがてシャーデが聞いたギルモアの言葉は、「潜航せよ！」“Take her down!“ であった。ギルモアは、負傷の身の自分が艦内に入るのに手間取って艦を危機に陥れるより、その時間を削ってただちに潜航させて艦と乗組員を危機から救うことを選んだ。シャーデはギルモアの命令を聞いて一瞬迷いが生じたものの、すぐにギルモアの意図を理解して損傷の「グロウラー」の潜航を命じ、危機から逃れることができた。「グロウラー」は夕刻になって浮上したが、そこには「早埼」の姿もなければギルモア（の遺体）も漂流していったのか姿がなかった。シャーデは2月8日に哨戒の中止を報告し、「グロウラー」は2月17日にブリスベンに帰投した。ギルモアは「グロウラー」を救うためにわが身を犠牲にした行為が讃えられ、潜水艦部隊に対する将兵へのものとしては最初の名誉勲章が贈られた。
なお、実際には「グロウラー」の方が先に「早埼」を発見しており、その行動をレーダーにより察知していたものの、艦橋にいたギルモア以下の当直見張り員は「早埼」の動きに気づくのが、なぜか遅れていた。

## 記録と栄誉
|              | 出撃地     | 出撃日         | 日数  | 戦時中認定の戦果 隻数/トン数 | JANAC認定の戦果 隻数/トン数 | 哨戒区域             |
| ------------ | ---------- | -------------- | ----- | ---------------------------- | --------------------------- | -------------------- |
| グロウラー-0 | 真珠湾     | 1942年5月      | 15    | 0 / 0                        | 0 / 0                       | （ミッドウェー海戦） |
| グロウラー-1 | 真珠湾     | 1942年6月20日  | 27    | 2 / 3,400                    | 1 / 1,500                   | アリューシャン列島   |
| グロウラー-2 | 真珠湾     | 1942年8月5日   | 49    | 4 / 26,000                   | 4 / 15,000                  | 東シナ海             |
| グロウラー-3 | 真珠湾     | 1942年10月22日 | 49    | 0 / 0                        | 0 / 0                       | トラック             |
| グロウラー-4 | ブリスベン | 1943年1月1日   | 48/38 | 1 / 4,500                    | 1 / 5,200                   | ビスマルク諸島       |

| 順位（隻数） | 哨戒回数 | 隻数/トン数 戦時中認定 | 隻数/トン数 JANAC |
| ------------ | -------- | ---------------------- | ----------------- |
| 66           | 4        | 8 / 37,300             | 6 / 22,681        |

### 名誉勲章
今日においても、「潜航せよ！」“Take her down!“ はアメリカ海軍潜水艦部隊における伝統的なフレーズとして語り継がれている。

### その他の栄誉
- 1943年9月に竣工したフルトン級潜水母艦「ハワード・W・ギルモア（英語版）」 (USS Howard W. Gilmore, AS-16) はギルモアを記念して命名された。なお、命名の経緯は不詳だが、アメリカ海軍の潜水母艦の艦名として異例のものである[注釈 4]。
- ギルモアの遺体は発見されなかったため、マニラのマニラ・アメリカ記念墓地（英語版）[17]とミシシッピ州ローダーデール郡メディリアンのマグノリア墓地[18]にそれぞれ慰霊碑がある。「グロウラー」は1944年11月8日に戦没したが、戦没地点はギルモアの慰霊碑の一つがあるマニラと同じ、フィリピンのカラミアン諸島近海である。